# Обогатительная фабрика Авдеевского коксохимического завода
Обогатительная фабрика Авдеевского коксохимического завода — построена по проекту института «Гипрококс». Вступила в строй 1971 года.
Производственная мощность по переработке рядового угля (шихты углей коксующихся марок) составляет 6400 тыс. тонн на год. Технологическая схема двухпотоковая, глубина обогащения 0 мм. Угольная шихта крупностью 0-60 мм обогащается в неклассифицированном виде в отсадочных машинах. Промпродукт после измельчения до 0-20 мм обогащается в контрольных отсадочных машинах.
Шламы крупностью 0-0,5 мм подвергаются флотации. Обогащенный уголь поступает непосредственно на коксовое производство. Характерным для фабрики является приспособляемость технологических режимов обогащения к характеристике исходного сырья, которая, несмотря на высокую производительность фабрики, характеризуется постоянной изменчивостью.
Место нахождения: Авдеевка, железнодорожная станция Авдеевка.